# Louis de Jaucourt
Louis de Jaucourt (París, 16 de setembre de 1704 - Compiègne, 3 de febrer de 1779) va ser un metge, filòsof i escriptor francès. Va contribuir de forma importantíssima a l'Encyclopédie ou Dictionnaire raisonné des sciences, des arts et des métiers, de Denis Diderot i Jean le Rond d'Alembert, encarregant-se de milers d'articles, entre ells els dedicats a Regne d'Espanya i les seves colònies.

## Una obra perduda
La família de Jaucourt pertanyia a la noblesa camperola de la Borgonya que s'havia fet hugonota, per la qual cosa era mirada amb desconfiança pels poders de l'Església Catòlica francesa. El jove Louis estudià teologia a Ginebra sota un nom fals, ciències exactes i naturals a la Universitat de Cambridge i medicina a la Universitat de Leiden, on conegué als metges Hermann Boerhaave i Théodore Tronchin.
De tornada al Regne de França, documentà el seu saber al Lexicon medicum universalis, un diccionari enciclopèdic medicoanatòmic en 6 volums. Després de vint anys de treballs, acabà la seva obra el 1751 i l'envià a imprimir a Amsterdam a fi d'escapar de la censura, això no obstant, l'únic manuscrit es va enfonsar amb el vaixell que el transportava.

## L'Encyclopédie
Després de l'accident de la seva obra mèdica, s'oferí a treballar amb Diderot a L'Encyclopédie. Diderot va estar-hi d'acord i de Jaucourt va lliurar nombrosos articles per a l'obra. L'Encyclopédie tenia com a objecte divulgar el pensament de la Il·lustració, per la qual cosa va despertar moltes enemistats entre l'aristocràcia i el clergat. Finalment, va ser prohibida a 1757. Molts dels col·laboradors ja no es van atrevir a oposar-se a la prohibició i, després del setè volum, que acabava amb l'article Gythium, se'n va interrompre la impressió durant vuit anys.
Diderot va enfocar l'atenció cap a altres assumptes, però de Jaucourt va continuar escrivint tenaçment i va redactar fins a quatre articles diaris. Com ajuda va contractar diversos secretaris que pagava de la seva butxaca. Quan, després dels vuit anys de prohibició, es va poder continuar amb la impressió de L'Encyclopédie, hi havia prou articles perquè s'editessin els deu volums restants el mateix any 1765. D'ells, pràcticament un de cada dos articles és de Jaucourt, fins al punt que se li va posar el sobrenom de «l'esclau de L'Encyclopédie». En total es va encarregar d'uns 18.000 articles, dels 72.000 de L'Encyclopédie.
Amb una producció tan extensa, no és estrany que la qualitat sigui irregular. L'historiador Philipp Blom escrigué el 2004 al Frankfurter Allgemeine Zeitung que, tot i que algunes entrades són força millorables, altres articles aconsegueixen una eloqüència que no té res a envejar als grans il·lustrats de la seva època. Són de destacar, sobretot, els articles dedicats als drets dels ciutadans, la persecució religiosa, la llibertat de consciència o a l'esclavitud, en què reivindica explícitament la seva abolició.
Diderot lloava de Jaucourt en públic, però en privat el considerava un pedant. Aquest menyspreu cap a de Jaucourt sembla que s'ha imposat posteriorment. Els mèrits del cavaller Louis de Jaucourt realitzats a L'Encyclopédie amb prou feines són esmentats, tot i que sense la seva tasca l'obra hagués quedat incompleta.

## Altres activitats
A més del diccionari mèdic i de la seva col·laboració a L'Encyclopédie, Louis de Jaucourt va escriure una biografia de Gottfried Wilhelm Leibniz i un gran nombre d'escrits dirigits a diverses acadèmies o societats del saber. De Jaucourt només practicava la medicina per als pobres i havia lliurat tots els seus béns per viure en l'austeritat. El 8 de gener de 1756 va ser elegit membre de la Royal Society de Londres, de l'Acadèmia Prussiana de les Ciències, de la d'Estocolm i de la de Bordeus.
A més de diverses il·lustracions, es coneix la següent descripció de Louis de Jaucourt: «un home jove amb un caràcter amable, però lleig d'aspecte, amb un coneixement exacte i ampli».